# Ерік Гейберґ
Ерік Гейберґ (норв. Erik Heiberg, 24 січня 1916 — 30 грудня 1996) — норвезький яхтсмен.
Срібний призер Олімпійських Ігор 1952 року в класі 6 метрів.